# Македоникос Астир
„Македоникос Астир“ (на гръцки: «Μακεδονικός Αστήρ», в превод Македонска звезда) е гръцки вестник, издаван в град Лерин (Флорина), Гърция в 1928 година.

## История
Вестникът започва да излиза в 1934 година. Негов издател е Алкивиадис Папагеоргиу. Вестникът спира да излиза в 1938 година, когато, при установяването на диктатурата на Йоанис Метаксас, е спрян със заповед на областния управител (номарха) на ном Лерин Йоанис Цакцирас.